# Айбеггер, Маркус
Маркус Айбеггер (нем. Markus Eibegger, род. 16 октября 1984 в Книттельфельде, Австрия) — австрийский шоссейный велогонщик, выступающий за континентальную команду «Felbermayr–Simplon Wels». Чемпион Австрии 2009 года в групповой гонке.

## Достижения
2004
2-й Чемпионат Австрии U23 в групповой гонке
2005
1-й  Чемпионат Австрии U23 в групповой гонке
1-й  Чемпионат Австрии U23 в индивид. гонке
2006
1-й  Гран-при Вильгельма Телля
1-й  Тур Верхней Австрии
 1-й Этап 3
1-й Тур Зальцкаммергута
2-й Чемпионат Австрии U23 в индивид. гонке
2007
1-й Гран-при Сюдкернтена
2-й Чемпионат Австрии в групповой гонке
3-й Рут-дю-Сюд
2008
1-й  Тур Верхней Австрии
2009
1-й  Чемпионат Австрии в групповой гонке
1-й Этапы 2 & 4 Тур Верхней Австрии
1-й Гран-при Райффайзен
1-й Этап 2 Тур Баварии
1-й Этап 2 Трофей Истрии
2010
2-й Гран-при Райффайзен
2011
1-й  Тур Тайваня
1-й Этап 3
1-й Этап 3 Тур Верхней Австрии
2-й Тур Кореи
2012
1-й  Трофей Истрии
1-й Этап 2
1-й Этап 1 Тур Секеяского края (КГ)
2013
1-й Этап 2 Тур Сибиу
2-й Тур Верхней Австрии
2-й Кольцо Арденн
2-й Белград — Баня-Лука II
2014
 Рас Тайлтенн
1-й  Горная классификация
1-й Этап 6
1-й Этап 4 Тур Бретани
3-й Гран-при Сюдкернтена
3-й Гран-при Райффайзен
2015
1-й  Трофей Истрии
1-й Этап 2
2016
1-й  Тур Азербайджана
1-й Этап 1 Трофей Истрии
1-й Этап 3 Тур Словении
2-й Гран-при Изолы
3-й Тур Верхней Австрии
1-й  Очковая классификация
1-й Этап 3
2017
3-й Тур Верхней Австрии
3-й Гран-при Краня

## Статистика выступлений

### Гранд-туры
| Гонка           | 2010 |
| --------------- | ---- |
| Джиро д'Италия  | 48   |
| Тур де Франс    | НФ   |
| Вуэльта Испании | —    |

| —  | Не участвовал  |
| НФ | Не финишировал |